# Meadowlands Arena
La  Meadowlands Arena (auparavant nommé Brendan Byrne Arena, Continental Airlines Arena et Izod Center, également surnommé The C.A.A.) est une salle omnisports située dans le MetLife Sports Complex près du Giants Stadium, à East Rutherford, banlieue ouest de New York dans l'Etat du New Jersey.
Depuis 1981, l'arène est le domicile des Nets du New Jersey, une franchise de basket-ball évoluant en National Basketball Association (NBA).
De 1982 à 2007, une équipe de hockey sur glace de la Ligue nationale de hockey, les Devils du New Jersey y disputait ses matchs avant de déménager en 2007 au Prudential Center de Newark. Entre 1985 et 2007, l'équipe de basket-ball universitaire de l'université Seton Hall, les Pirates de Seton Hall (NCAA), y jouait avant de se rejoindre les Devils au Prudential Center.
Les autres locataires de la Meadowlands Arena ont été :
- deux équipes de crosse de la NLL : les Saints du New Jersey et les Storm du New Jersey
- une équipe de soccer : les Rockets du New Jersey de la MISL ;
- deux équipes de l'Arena Football League (football américain en salle) : les Red Dogs du New Jersey et les Gladiators du New Jersey ;
- Une équipe de la National Indoor Football League (football américain en salle) : les XTreme du New Jersey.

La Meadowlands Arena a une capacité de 19 968 places pour le basket-ball de la NBA, 19 500 pour le basket-ball de la NCAA, et environ 20 000 pour les concerts. Elle possède 29 suites de luxe et 1 060 sièges de club. Il y a environ 4 000 places de stationnement dans le secteur de l'Arena et 18 000 places supplémentaires avec les parkings du Giants Stadium et du Meadowlands Racetrack.

## Histoire

Ancien logo

La Meadowlands Arena est construite en 1977 et inaugurée le 2 juillet 1981 le long de la New Jersey Route 120 près du Giants Stadium et du Meadowlands Racetrack dans le Meadowlands Sports Complex. Son nom original est la Brendan Byrne Arena (en référence à l'ancien gouverneur du New Jersey, Brendan Thomas Byrne) et l'inauguration a lieu à l'occasion d'un concert de Bruce Springsteen.
Le 30 octobre 1981, les Nets du New Jersey, qui jouaient au Louis Brown Athletic Center de l'Université Rutgers, jouent leur premier match à domicile dans cette salle face aux Knicks de New York (victoire 103 à 99 des Knicks). Le 31 janvier 1982, le NBA All-Star Game 1982 y est organisé.
En 1982, les Rockies du Colorado de la Ligue nationale de hockey deviennent les Devils du New Jersey et ils jouent leur premier match de saison régulière sur la patinoire le 5 octobre face aux Penguins de Pittsburgh (score nul de 3 partout).
Le coût de construction du bâtiment est d'environ $85 millions de dollars. Il a été conçut par Grad Partnership and Dilullo, Clauss, Ostroki & Partners. En 1996, Continental Airlines achète les droits du nom de la salle pour $29 millions de dollars et sur une durée de douze années. Sous les appellations Brendan Byrne Arena et Continental Airlines Arena, la salle organise le tournoi NCAA 1984 de basket-ball, trois éditions du WWE SummerSlam (1989, 1997 et 2007), le King of the Ring 2001 et le WWE No Mercy 2004.
En moyenne, annuellement, 200 événements y sont organisés pour un total d'environ 2 millions de visiteurs,. Depuis son ouverture en 1981, près de 54 millions de visiteurs y ont assisté à plus de 5 000 événements.
La Meadowlands Arena est réputée pour la qualité acoustique de ses concerts, Michael Jackson, Bruce Springsteen, Dave Matthews Band ou encore Iron Maiden s'y étant produits à plusieurs reprises.
En octobre 2007, les Devils du New Jersey déménagent au Prudential Center. À l'automne 2012, les Nets du New Jersey déménagent à Brooklyn et jouent au Barclays Center sous le nom des Nets de Brooklyn.
La salle a fermé ses portes le 3 avril 2015 et n'est plus accessible au public. Elle sert néanmoins encore de salle de répétition privée.

## Les droits d'appellation
Le 4 janvier 1996, New Jersey Sports and Exposition Authority annonce les négociations avec la compagnie aérienne Continental Airlines qui possède un hub à l'aéroport international Liverty de Newark. La compagnie achete les droits ddu nom de la salle pour $29 millions de dollars sur une durée de 12 ans.
À la suite de la dernière saison des Devils dans l'Arena en 2007, Continental Airlines choisit de stopper cet accord. La salle est rebaptisée Izod Center à compter du 31 octobre 2007. La société Izod a payé $1,4 million de dollars par an pour les deux premières années de l'accord quinquennal, le montant étant réduit à $750,000 par an en 2009 à la suite du départ des Nets à Brooklyn.

## Événements
- All-Star Game 1982 de la NBA le 31 janvier 1982 ;
- Tournoi masculin de la Metro Atlantic Athletic Conference de 1982 à 1989 ;
- 36e match des étoiles de la Ligue nationale de hockey le 31 janvier 1984 ;
- Tournoi NCAA de basket-ball en 1984 ;
- WWE Saturday Night's Main Event le 3 octobre 1985 ;
- Tournoi masculin de basket-ball de l'Atlantic Ten Conference en 1986 :
- WWE SummerSlam 1989 le 28 août 1989 ;
- Concerts de Madonna (Blond Ambition Tour), les 20, 21, 24 et 25 juin 1990
- Finales de la Coupe Stanley en 1995, 2000 et 2003 ;
- Final Four NCAA de basket-ball masculin en 1996 ;
- WWE SummerSlam 1997 le 3 août 1997 ;
- WWE King of the Ring le 24 juin 2001 ;
- UFC 32 : Showdown in the Meadowlands le 29 juin 2001 ;
- Concert de Madonna (Drowned World Tour) le 2 août 2001
- Finales NBA en 2002 et 2003 ;
- Concerts de Madonna (Re-Invention Tour), les 7 et 8 juillet 2004
- WWE No Mercy le 3 octobre 2004 ;
- WWE SummerSlam (2007) le 26 août 2007 ;
- Concerts de Bruce Springsteen les 21 et 23 mai 2009 ;
- Concert de Rihanna le 21 juillet 2011 ;
- No Way Out le 17 juin 2012 ;
- Concert de Demi Lovato (The Neon Lights Tour) le 7 mars 2014.

## Galerie

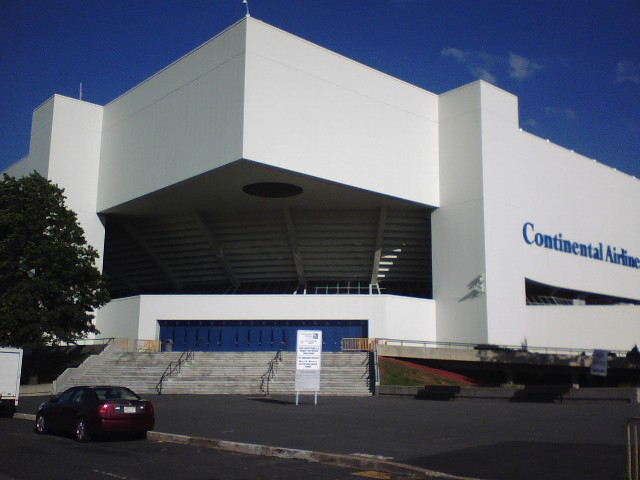
Extérieur (jour)
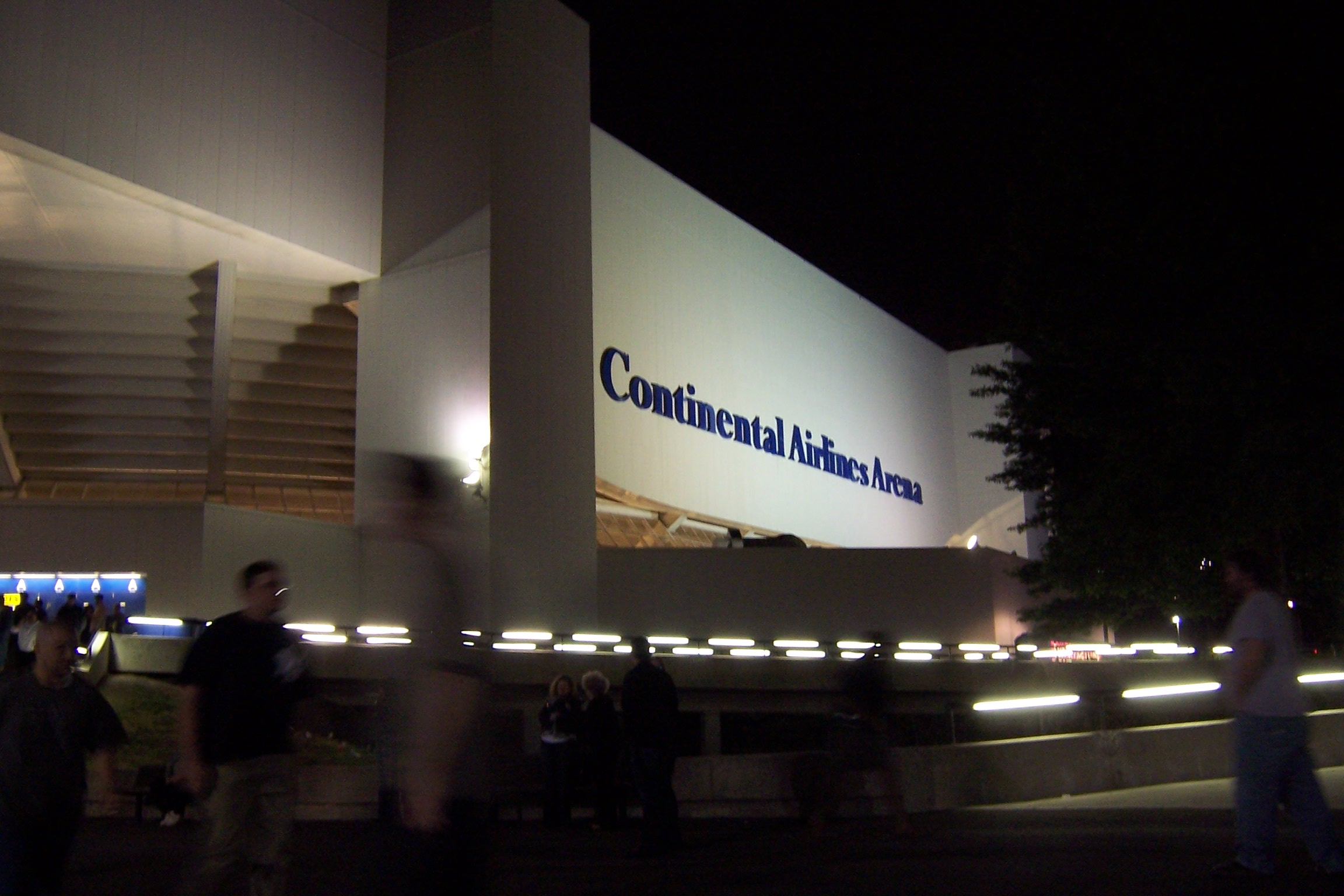
Extérieur (nuit)
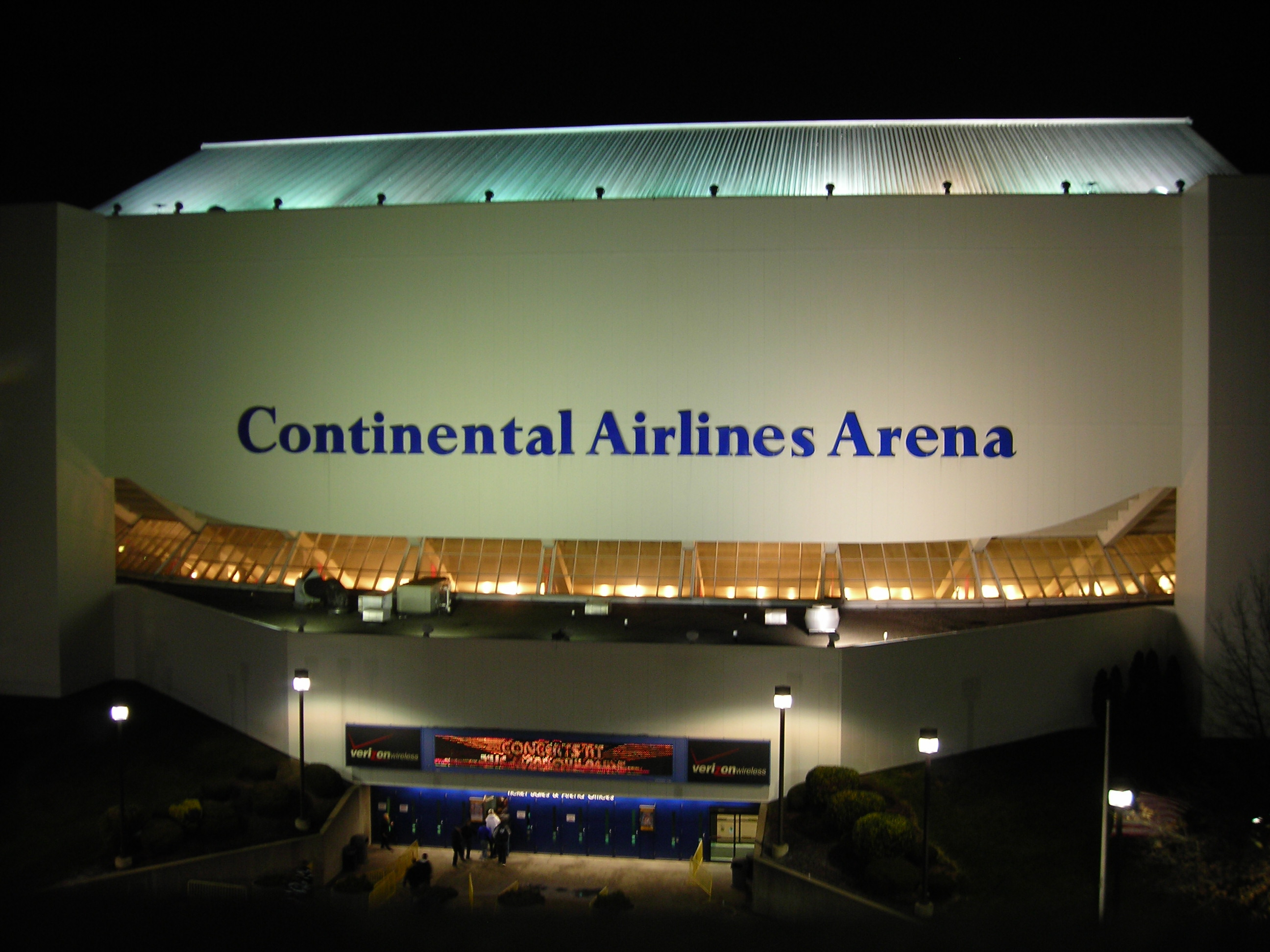
Façade (nuit)
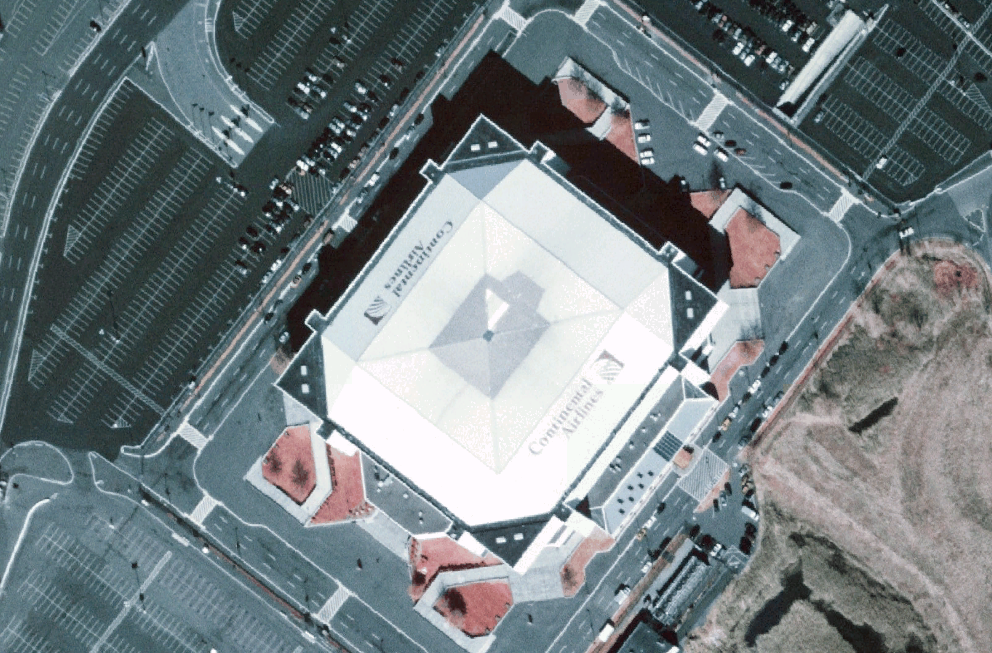
Vu par satellite
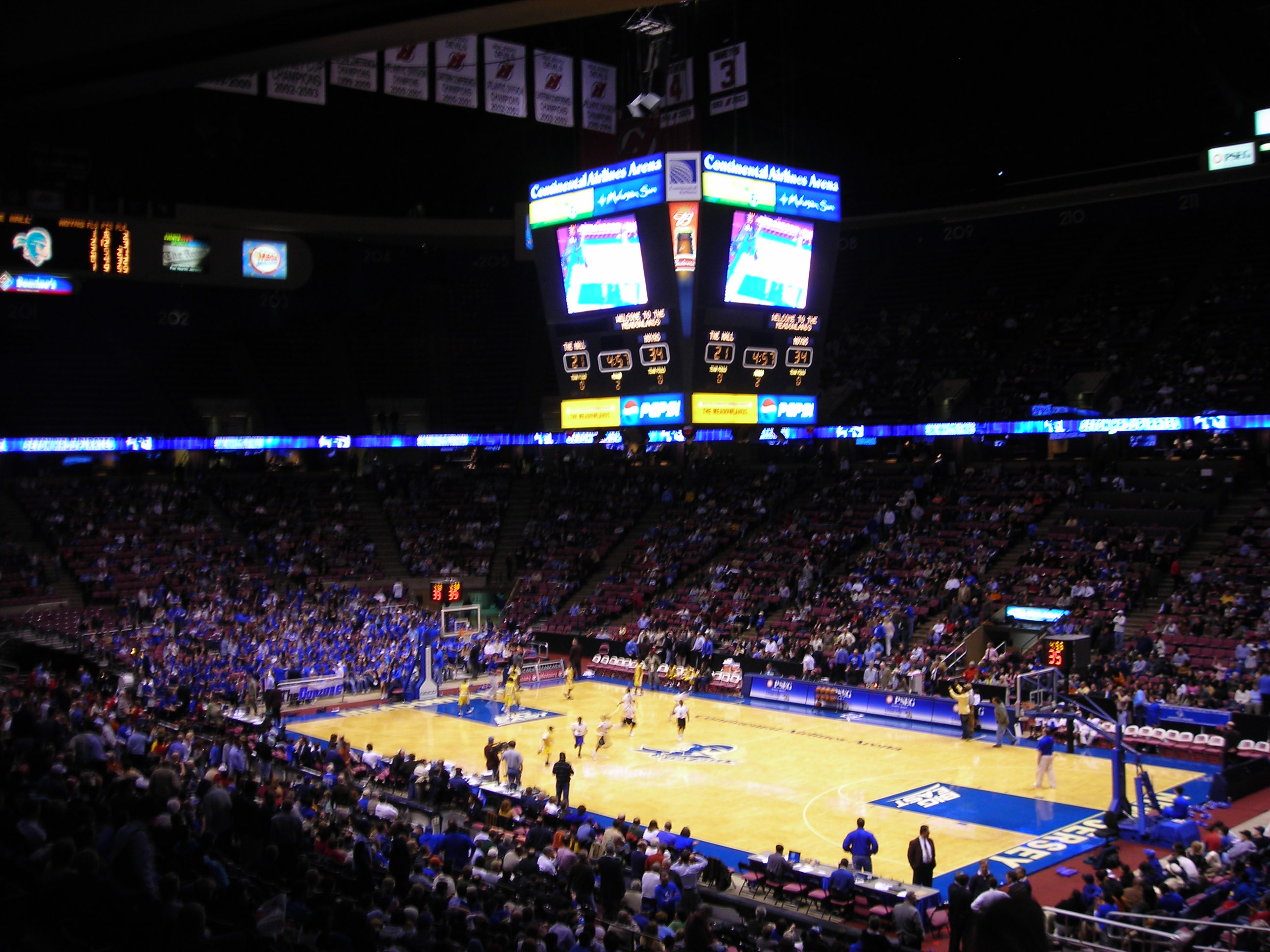
Intérieur (basketball)
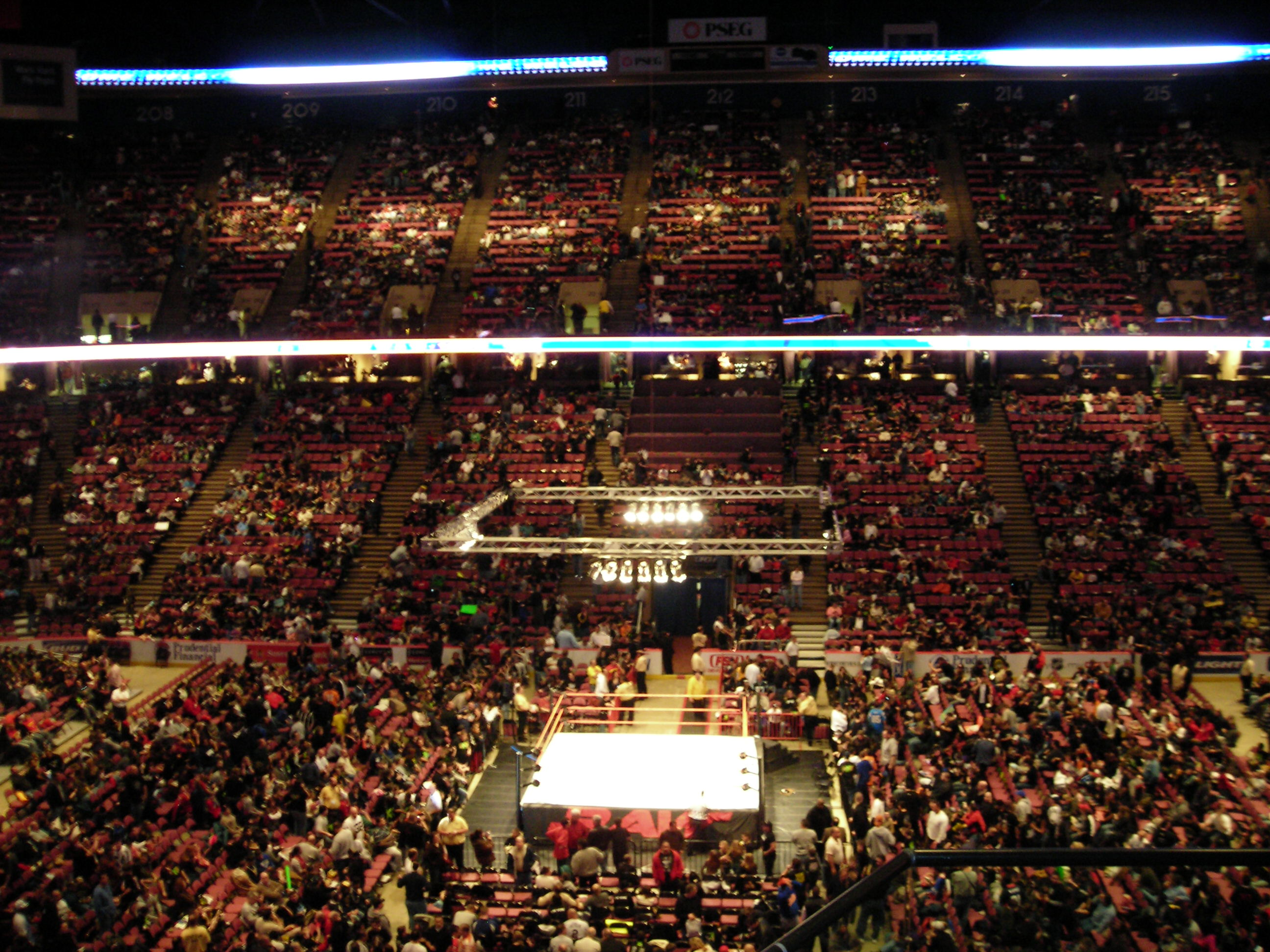
Intérieur (combat de lutte)
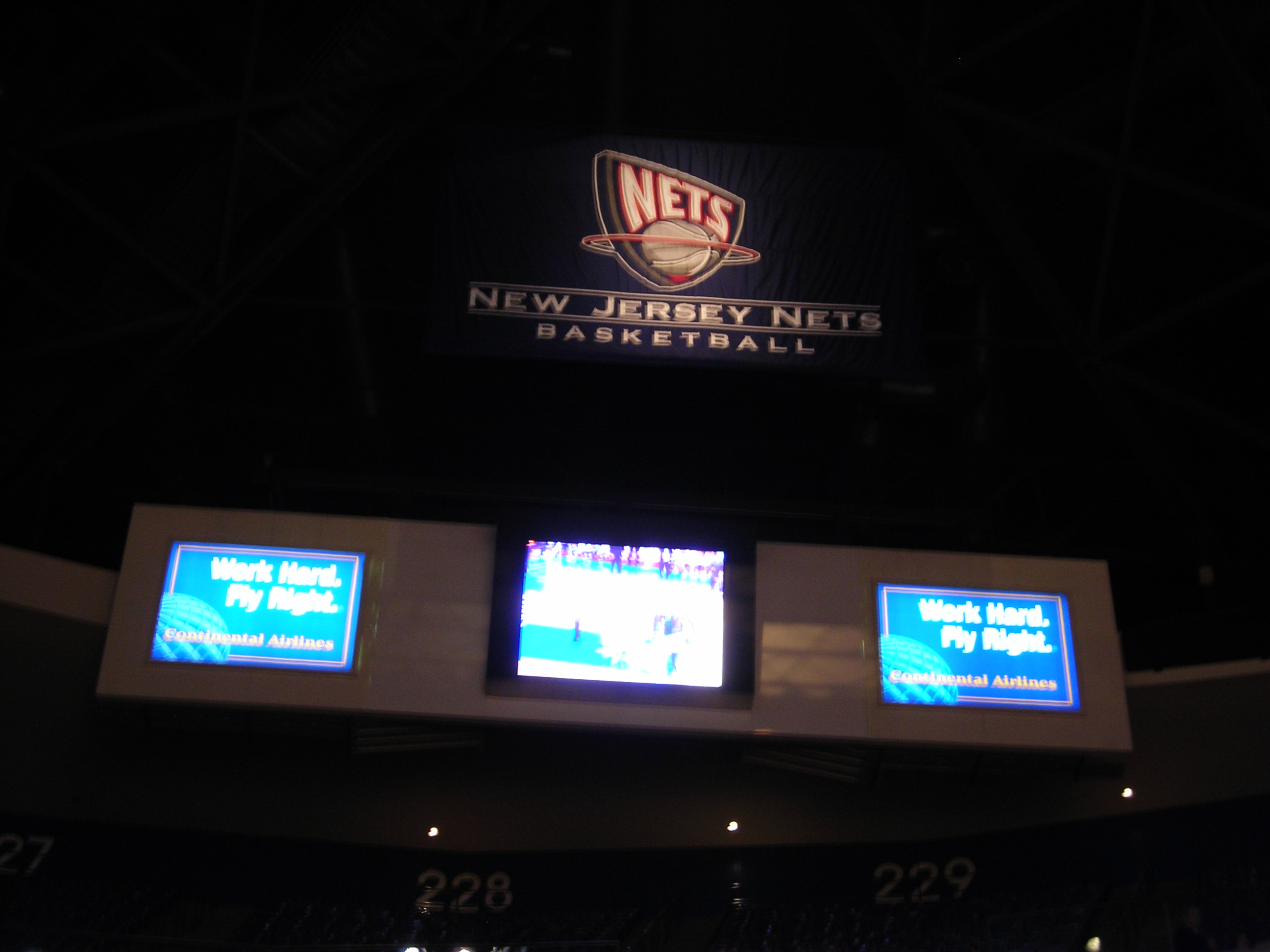
Tableau indicateur (façade)